# العلاقات السويسرية القرغيزستانية
العلاقات السويسرية القيرغيزستانية هي العلاقات الثنائية التي تجمع بين سويسرا وقيرغيزستان.

## مقارنة بين البلدين
هذه مقارنة عامة ومرجعية للدولتين:
| وجه المقارنة                                              | سويسرا                                                                                      | قيرغيزستان                      |
| --------------------------------------------------------- | ------------------------------------------------------------------------------------------- | ------------------------------- |
| المساحة (كم2)                                             | 41.28 ألف                                                                                   | 199.95 ألف                      |
| عدد السكان (نسمة)                                         | 8.21 مليون                                                                                  | 6.20 مليون                      |
| الكثافة السكانية (ن./كم²)                                 | 198.89                                                                                      | 31.01                           |
| العاصمة                                                   | برن                                                                                         | بيشكك                           |
| اللغة الرسمية                                             | اللغة الألمانية، اللغة الإيطالية، لغة فرنسية، اللغة الرومانشية، الألمانية السويسرية الموحدة | اللغة الروسية، اللغة القيرغيزية |
| العملة                                                    | فرنك سويسري                                                                                 | سوم قيرغيزستاني                 |
| الناتج المحلي الإجمالي (بليون دولار)                      | 678.89 مليار                                                                                | 7.56 مليار                      |
| الناتج المحلي الإجمالي (تعادل القوة الشرائية) بليون دولار | 518.07 مليار                                                                                | 20.45 مليار                     |
| الناتج المحلي الإجمالي الاسمي للفرد دولار أمريكي          | 80.94 ألف                                                                                   | 1.10 ألف                        |
| الناتج المحلي الإجمالي للفرد دولار أمريكي                 | 59.54 ألف                                                                                   |                                 |
| مؤشر التنمية البشرية                                      | 0.930                                                                                       | 0.655                           |
| رمز المكالمات الدولي                                      | +41                                                                                         | +996                            |
| رمز الإنترنت                                              | .ch، .swiss ‏                                                                                | .kg                             |
| المنطقة الزمنية                                           | توقيت وسط أوروبا، ت ع م+01:00، ت ع م+02:00، أوروبا/زيورخ ‏                                   | ت ع م+06:00                     |

## منظمات دولية مشتركة
يشترك البلدان في عضوية مجموعة من المنظمات الدولية، منها:
| علم المنظمة | اسم المنظمة                        | تاريخ انضمام سويسرا | تاريخ انضمام قيرغيزستان |
| ----------- | ---------------------------------- | ------------------- | ----------------------- |
|             | مؤسسة التمويل الدولية              | 29 مايو 1992        | 11 فبراير 1993          |
|             | منظمة حظر الأسلحة الكيميائية       | ?                   | ?                       |
|             | يونسكو                             | 28 يناير 1949       | 2 يونيو 1992            |
|             | الاتحاد الدولي للاتصالات           | 1866                | 20 يناير 1994           |
|             | الأمم المتحدة                      | 10 سبتمبر 2002      | 2 مارس 1992             |
|             | منظمة الشرطة الجنائية الدولية      | ?                   | ?                       |
|             | البنك الدولي للإنشاء والتعمير      | 29 مايو 1992        | 18 سبتمبر 1992          |
|             | منظمة الأمن والتعاون في أوروبا     | 25 يونيو 1973       | 30 يناير 1992           |
|             | الاتحاد البريدي العالمي            | ?                   | ?                       |
|             | مؤسسة التنمية الدولية              | 29 مايو 1992        | 24 سبتمبر 1992          |
|             | منظمة التجارة العالمية             | ?                   | ?                       |
|             | بنك التنمية الآسيوي                | 1967                | 1994                    |
|             | وكالة ضمان الاستثمار متعدد الأطراف | 12 أبريل 1988       | 21 سبتمبر 1993          |

## وصلات خارجية
- موقع وزارة الخارجية السويسرية